# NWA United States Heavyweight Championship
Con NWA United States Heavyweight Championship si intendono una serie di titoli di wrestling che sono stati promossi per con lo stesso nome, utilizzati da diverse federazioni affiliate alla National Wrestling Alliance (NWA) a partire dal 1953. Nel corso degli anni la NWA ha riconosciuto un totale di 12 titoli con questo nome.

## Storia
Nel panorama americano erano già attivi diversi titoli riconosciuti come American o United States fin dal 1881, ma la prima federazione a promuoverne uno sotto il patrocinio della National Wrestling Alliance fu la Fred Kohler Enterprises, attiva nella zona di Chicago, che iniziò a riconoscere Verne Gagne come campione degli Stati Uniti già nel 1953. Il titolo rimase in circolazione fino al 1963, quando la federazione terminò la collaborazione con la NWA per fondare la International Wrestling Alliance.
A partire da questa versione del titolo il territorio delle montagne rocciose iniziò a promuovere una nuova versione nel 1956, riconoscendo tuttavia il regno di Gagne del 1953 come regno inaugurale. Questa fu promossa per circa dieci anni, prima di cadere in disuso dopo il 1963.
Nel 1958 anche il Missouri iniziò a promuovere una sua versione del titolo, riconoscendo Gagne come campione inaugurale, ma questa fu promossa per brevi periodi tra il 1961 e il 1964 e un'ultima volta nel 1967, venendo gradualmente sostituita da quella dell'Iowa. Quest'ultima fu inaugurata nel 1961 e fu spesso difesa nello stato per tutta la durata degli anni '60, fino ad essere ritirata e rimpiazzata dal NWA Central States Heavyweight Championship nel 1970.
Nel 1960 anche la Capitol Wrestling Corporation, prima di lasciare la NWA e cambiare nome in World Wide Wrestling Federation, promosse una sua versione del titolo: l'unico campione fu Buddy Rogers, che rese il titolo vacante in seguito alla sua vittoria del NWA World Heavyweight Championship nel giugno 1961. A partire da questo, la federazione in seguito diede vita ad una sua versione del titolo, gettando le basi per quello che divenne il WWE United States Championship.
Nel 1962 fu la volta delle Hawaii, che iniziarono a promuovere una loro versione del titolo, assegnandolo a Nick Bockwinkel al suo arrivo nel territorio. Questa versione fu sostituita nel 1968 dalla versione locale del North American Heavyweight Championship. Nello stesso 1962 anche la Maple Leaf Wrestling, con base a Toronto, diede vita a una nuova versione, promuovendo Johnny Valentine come campione inaugurale; l'ultimo detentore di questo titolo fu Ric Flair, che durante il suo regno del 1978 vinse anche la versione Mid-Atlantic, che iniziò a essere riconosciuta nel territorio di Toronto.
Dalla prima versione si originò un'ulteriore variante: nel 1958 Angelo Poffo sconfisse l'allora campione Wilbur Snyder, che era stato riconsciuto come tale solo in Illinois e Wisconsin, dando vita alla versione del titolo che a partire dal 1965 fu riconosciuto dalla NWA, divenne prerogativa del territorio di Detroit e rimase attiva fino al 1980, quando la federazione chiuse. L'allora campione The Sheik fu tuttavia riconosciuto come campione dalla International Championship Wrestling, che promosse una nuova versione del titolo, non attiva sotto l'egida NWA, fino al 1983.
Nel 1966 Fritz Von Erich, proprietario della World Class Championship Wrestling, istituì la sua versione del titolo, detenendolo per gran parte della sua storia fino al termine dell'affiliazione con la NWA, quando il titolo fu sostituito dal WCWA World Championship.
A partire dal 1968 la NWA San Francisco e successivamente la Big Time Wrestling, federazioni di riferimento di San Francisco, promossero un titolo statunitense nato sotto la American Wrestling Association nel 1961 come proprio, fino alla chiusura del territorio nel 1981.
Un titolo più di successo fu introdotto dalla Mid-Atlantic Championship Wrestling, gestita da Jim Crockett, nel 1975, con Harley Race come campione inaugurale. Questo titolo rapidamente sostituì il NWA Mid-Atlantic Heavyweight Championship come alloro massimo della federazione, venendo scalzato solo quando nel 1986 Crockett conquistò il controllo creativo del NWA World Heavyweight Championship, riportando il titolo degli Stati Uniti alla dimensione di riconoscimento secondario. Nel 1988 Ted Turner acquistò la federazione, rinominandola in World Championship Wrestling, e il titolo cambiò nome di conseguenza, perdendo tuttavia il riconoscimento della NWA nel 1993.
In seguito alla diaspora della World Championship Wrestling, nei territori NWA furono adottate altre versioni del titolo, seppur di breve durata (in Virginia nel 1997 e in Virginia Occidentale tra il 1998 e il 2003), mentre l'unica ad avere un relativo successo fu poromossa dalla NWA Wildside in Georgia a partire dal 1995 fino alla chiusura della federazione nel 2004.
Nel corso degli anni '10 del 2000 furono promosse altre due versioni del titolo, ancora una volta con poco successo: in Kentucky tra il 2015 e il 2016, prima di essere sostituita dal NWA National Heavyweight Championship, e nella NWA Supreme, che adottò un proprio titolo attivo dal 2003 e promuovendolo fino al 2017, quando la NWA terminò il sistema dei territori.

## Versioni del titolo
| Data creazione | Data cessazione | Territorio           | Modalità di termine                                                         |
| -------------- | --------------- | -------------------- | --------------------------------------------------------------------------- |
| 1953           | 1963            | Chicago              | Abbandono della NWA                                                         |
| 1956           | 1963            | Rocky Mountains      | Titolo non più promosso                                                     |
| 1958           | 1967            | Missouri             | Sostituito dalla versione Central States                                    |
| 1960           | 1961            | Capitol Wrestling    | Sostituito dal WWWF United States Heavyweight Championship                  |
| 1961           | 1970            | Central States       | Sostituita dal NWA Central States Heavyweight Championship                  |
| 1962           | 1968            | Hawaii               | Sostituita dal NWA North American Heavyweight Championship (Hawaii version) |
| 1962           | 1978            | Toronto              | Sostituita dalla versione Mid-Atlantic                                      |
| 1965           | 1980            | Detroit              | Chiusura del territorio                                                     |
| 1966           | 1986            | Texas                | Abbandono della NWA e sostituito dal WCWA World Championship                |
| 1968           | 1981            | San Francisco        | Chiusura del territorio                                                     |
| 1975           | 1993            | Mid-Atlantic         | Abbandono della NWA e diventato il WCW United States Championship           |
| 1995           | 2004            | Georgia              | Chiusura del territorio                                                     |
| 1997           | 1997            | Virginia             | Chiusura del territorio                                                     |
| 1998           | 2003            | Virginia Occidentale | Chiusura del territorio                                                     |
| 2015           | 2016            | Kentucky             | Sostituita dal NWA National Heavyweight Championship                        |
| 2003           | 2017            | Indiana              | Fine dell'era dei territori                                                 |